# Мозер, Андреас
Андреас Мозер (нем. Andreas Moser; 29 ноября 1859 — 7 октября 1925) — немецкий музыковед и музыкальный педагог. Отец Ханса Иоахима Мозера, дед Эдды Мозер.
Прервав первоначальное инженерное образование, в 1878 г. поступил к Йозефу Иоахиму в класс скрипки. Физические данные не позволили Мозеру начать исполнительскую карьеру, и он стал ближайшим помощником Иоахима в его педагогической деятельности, с 1888 года и до конца жизни преподавал в Берлинской Высшей школе музыки. В 1898 г. напечатал двухтомную биографию Иоахима (нем. Joseph Joachim, ein Lebensbild, второе дополненное издание вышло уже после смерти Иоахима в 1908—1910 гг.), в 1902—1905 гг. опубликовал «Школу игры на скрипке» (нем. Violinschule), написанную совместно с Иоахимом и раскрывающую не только методологию, но и философию иоахимовского метода, а в 1911—1912 гг. два тома его переписки с Иоганнесом Брамсом. Вместе с Иоахимом редактировал издание ряда скрипичных сочинений Иоганна Себастьяна Баха, вместе с Хуго Дехертом подготовил известное издание струнных квартетов Йозефа Гайдна («30 знаменитых квартетов», нем. 30 berühmte Quartette, 1918).